# Mirotic
Albums de TVXQ
T
(2008) The Secret Code
(2009)
Singles
1. Mirotic
Sortie : 26 septembre 2008
2. Wrong Number
Sortie : 1er novembre 2008

Mirotic est le 4e album studio de TVXQ, sorti le 26 septembre 2008. Cet album était en cours de production depuis 2007 mais le titre n'a pas été décidé avant janvier 2008. Les membres Xiah Junsu et Max Changmin ont participé directement à la réalisation de l'album en composant "노을.. 바라보다 (Picture of You)" et "Love in the Ice". De plus, Hero Jaejoong et Micky Yoochun ont composé et écrit les paroles de "사랑아 울지마 (Don't Cry My Lover)" et "사랑 안녕 사랑 (Love Bye Love)", seulement sur la version C de l'album. Trois jours après sa sortie, "Mirotic" est devenu l'album le plus vendu de l'année. L'album a également gagné l'award de 'l'album de l'année' aux MKMF Korean Music Festival.
La chorégraphie de 주문-Mirotic, le titre phare de l'album, a été effectué en collaboration entre des chorégraphes coréens et Kenny Wormald, qui a déjà travaillé avec Justin Timberlake, Chris Brown et Christina Aguilera.
L'album possède trois versions différentes: Version A, B et C.

## Version A
1. 주문-MIROTIC
2. Wrong Number
3. 노을.. 바라보다 (Picture of You)
4. CRAZY LOVE
5. HEY! (Don't bring me down)
6. 넌 나의 노래 (You're my melody)
7. 무지개 (RAINBOW)
8. 낙원 (PARADISE)
9. 악녀 (Are You A Good girl?)
10. Flower Lady
11. 잊혀진 계절 (Forgotten Season)
12. Love in the Ice

Bonus: Photobook

## Version B
1. 주문-MIROTIC
2. Wrong Number
3. 노을.. 바라보다 (Picture of You)
4. CRAZY LOVE
5. HEY! (Don't bring me down)
6. 넌 나의 노래 (You're my melody)
7. 무지개 (RAINBOW)
8. 낙원 (PARADISE)
9. 악녀 (Are You A Good girl?)
10. Flower Lady

Bonus: DVD

## Version C
1. Wrong Number
2. 사랑아 울지마 (Don't Cry My Lover)
3. 주문-MIROTIC
4. CRAZY LOVE
5. HEY! (Don't bring me down)
6. 소원 (Wish)
7. 넌 나의 노래 (You're my melody)
8. 노을.. 바라보다 (Picture of You)
9. 무지개 (RAINBOW)
10. 사랑 안녕 사랑 (Love Bye Love)
11. 낙원 (PARADISE)
12. 악녀 (Are You A Good girl?)
13. Flower Lady
14. Don't Say Goodbye
15. 잊혀진 계절 (Forgotten Season)
16. Love in the Ice
17. 주문-MIROTIC (Acoustic Version)

Bonus : Photobook